# 北正乡 (井陉县)
北正乡，是中华人民共和国河北省石家庄市井陉县下辖的一个乡镇级行政单位。

## 行政区划
北正乡下辖以下地区：
北正村、中乐村、东南正村、西南正村、张河湾村、秋村坡村、赵村铺村和青石岭村。